# Saison 7 de Bob's Burgers
Chronologie
Saison 6 Saison 8
La septième saison de la série télévisée d'animation Bob's Burgers est diffusée aux États-Unis entre le 25 septembre 2016 et le 11 juin 2017 sur la Fox. Elle comporte vingt-deux épisodes.
En France, elle est disponible depuis le 1er décembre 2018 sur le service de vidéos à la demande Fox Play. Par ailleurs, elle est diffusée sur MCM depuis le 28 janvier 2019.

## Épisodes
| № | #  | Titre                                                                                          | Réalisation      | Scénario                  | Première diffusion                | Code de prod. | Audiences |
| --- | -- | ---------------------------------------------------------------------------------------------- | ---------------- | ------------------------- | --------------------------------- | ------------- | --------- |
| 108 | 1  | Fièvr-ouise Flu-ouise                                                                          | Tyree Dillihay   | Nora Smith                | 25 septembre 2016 28 janvier 2019 | 6ASA11        | 2,60      |
| Alors que la plus jeune des Belcher a une grippe carabinée, Linda a un contretemps en allant lui apporter son jouet préféré à son chevet. Louise jure de ne jamais pardonner à sa famille et elle sombre dans un rêve étrange, au milieu de visages familiers, de musiques loufoques et une folle aventure. |    |                                                                                                |                  |                           |                                   |               |           |
| 109 | 2  | Eaubserve-moi maintenant Sea Me Now                                                            | Chris Song       | Dan Fybel                 | 9 octobre 2016 28 janvier 2019    | 6ASA07        | 2,79      |
| Teddy organise un week-end sur son bateau fraîchement retapé, dans le but d'impressionner Denise, son ex-femme. Pendant ce temps, Tina veut prouver qu'elle est totalement apte à posséder un téléphone portable. Pour cela, elle doit veiller sur l'éponge du tableau du restaurant, objet fétiche de Bob. |    |                                                                                                |                  |                           |                                   |               |           |
| 110 | 3  | Tina : sorcière à croquer Teen-a Witch                                                         | Chris Song       | Holly Schlesinger         | 23 octobre 2016 29 janvier 2019   | 6ASA13        | 3,01      |
| Halloween approche à grands pas, et Tina dévoile l'idée brillante qui lui fera gagner le concours de costume. Mais quand Tammy lui vole son idée, Tina n'a d'autre choix que de solliciter l'aide de Mr Ambrose, la menant à utiliser des méthodes plus ou moins fair-play pour assurer sa victoire. Pendant ce temps, Bob se met en tête de trouver le coupable responsable du vol de ses citrouilles parfaitement sculptées.             |    |                                                                                                |                  |                           |                                   |               |           |
| 111 | 4  | Vous reprendrez bien un peu de cheval ? They Serve Horses, Don't They?                         | Tyree Dillihay   | Steven Davis et Kelvin Yu | 6 novembre 2016 29 janvier 2019   | 6ASA08        | 2,42      |
| Sur les conseils de Jimmy Pesto, Bob collabore avec un nouveau fournisseur de viande, qui prétend lui faire économiser de l'argent sur chaque commande. Les Belcher réalisent que tout ceci est trop beau pour être vrai, et se retrouvent malgré eux au sein d'une enquête menée par Hugo et Ron. |    |                                                                                                |                  |                           |                                   |               |           |
| 112 | 5  | Mon gros-frère, ce héros Large Brother, Where Fart Thou?                                       | Chris Song       | Lizzie et Wendy Molyneux  | 20 novembre 2016 30 janvier 2019  | 6ASA10        | 2,35      |
| Une Mésaventure conduit Tina en détention. Bob et Linda n'ont pas de baby-sitter pour garder les enfants, et finissent par laisser Gene et Louise seuls à la maison. Livrés à eux-mêmes, les jeunes Belcher se retrouvent dans une situation délicate, tandis que Bob et Linda ont des soucis avec leur expert-comptable. |    |                                                                                                |                  |                           |                                   |               |           |
| 113 | 6  | Les Foldindes The Quirducers                                                                   | Mauricio Pardo   | Steven Davis et Kelvin Yu | 20 novembre 2016 30 janvier 2019  | 6ASA16        | 2,46      |
| Le spectacle de théâtre de fin d'année de Mr Frond menace de compromettre la veille de Thanksgiving. Gene et Louise décident de saboter la pièce afin de sauver leur long week-end. Sans le savoir, Tina prévoit de choisir comme sujet de pièce ses vacances, et les enfants travaillent de leur côté sur leur propre version de la pièce. Pendant ce temps, Linda trouve une pomme de terre qui ressemble à son grand-père défunt.       |    |                                                                                                |                  |                           |                                   |               |           |
| 114 | 7  | La dernière maison en pain d'épices sur la gauche The Last Gingerbread House on the Left       | Chris Song       | Nora Smith                | 27 novembre 2016 31 janvier 2019  | 6ASA18        | 2.44      |
| Alors que les Belcher préparent les festivités de Noël, Bob reçoit un appel inattendu de Mr Fischoeder, lui commandant de la nourriture pour une fête chez lui. Bob s'y attelle et se retrouve au sein d'une compétition de construction de maison en pain d'épices avec les amis coriaces de Mr Fischoeder. Pendant ce temps, Linda et Teddy essaient de diffuser de la bonne humeur au sein du voisinage en faisant chanter les enfants. |    |                                                                                                |                  |                           |                                   |               |           |
| 115 | 8  | Ex MachTina Ex Mach Tina                                                                       | Brian Loschiavo  | Greg Thompson             | 8 janvier 2017 31 janvier 2019    | 6ASA09        | 3,58      |
| Tina se blesse à la cheville, et doit se résoudre à faire du télétravail. Elle s'inscrit à un programme qui l'autorise à envoyer un avatar dans la classe et se rapproche de façon inattendue avec Jimmy Jr. La technologie l'aidera-t-elle à être avec son amoureux secret ? |    |                                                                                                |                  |                           |                                   |               |           |
| 116 | 9  | Bob Actually Bob Actually                                                                      | Chris Song       | Steven Davis et Kelvin Yu | 12 février 2017 1er février 2019  | 6ASA22        | 1,67      |
| La Saint-Valentin approche à grands pas. Tina, Gene et Louise se retrouvent tous les trois au sein d'un cafouillage amoureux. De son côté, Bob adopte une attitude des plus romantiques pour impressionner Linda. |    |                                                                                                |                  |                           |                                   |               |           |
| 117 | 10 | Y a pas meilleur business que Monsieur Business There's No Business Like Mr. Business Business | Tyree Dillihay   | Lizzie et Wendy Molyneux  | 19 février 2017 1er février 2019  | 6ASA15        | 1,97      |
| Louise se retrouve dans une situation délicate car elle doit défendre un de ses ennemis jurés à Wagstaff durant un simulacre de procès. De son côté, Bob s'associe avec Jimmy Pesto pour se venger d'un escroc de la restauration. |    |                                                                                                |                  |                           |                                   |               |           |
| 118 | 11 | Un homme pas content A Few 'Gurt Men                                                           | Tyree Dillihay   | Jon Schroeder             | 5 mars 2017 4 février 2019        | 6ASA15        | 1,97      |
| Louise se retrouve dans une situation délicate lorsqu'elle doit défendre l'un de ses plus grands ennemis à Wagstaff lors d'un faux procès. |    |                                                                                                |                  |                           |                                   |               |           |
| 119 | 12 | Le Désabandonneur Like Gene for Chocolate                                                      | Brian Loschiavo  | Rich Rinaldi              | 12 mars 2017 4 février 2019       | 6ASA12        | 1,82      |
| Gene apprend que la recette de son chocolat favori a changé et il décide de s'associer avec le patron de la société pour remédier à la situation. Bob se retrouve empêtré dans un des mauvais plans de Teddy. |    |                                                                                                |                  |                           |                                   |               |           |
| 120 | 13 | Le Grand Mama-Pest Hôtel The Grand Mama-Pest Hotel                                             | Chris Song       | Scott Jacobson            | 19 mars 2017 5 février 2019       | 6ASA14        | 1,93      |
| Linda saute sur l'occasion pour chaperonner Tina lors d'un week-end à une conférence; mais la nouvelle amie de cette dernière menace de tout faire capoter. Pendant ce temps, les jeunes Belcher organisent leur week-end seuls avec Bob. Pourquoi cela se passerait-il mal ? |    |                                                                                                |                  |                           |                                   |               |           |
| 121 | 14 | Aquatisme Aquaticism                                                                           | Brian Loschiavo  | Dan Fybel                 | 26 mars 2017 5 février 2019       | 6ASA17        | 1,86      |
| Tina apprend que l'aquarium est menacé de fermeture. Les enfants Belcher élaborent un plan pour empêcher que cela arrive. De son côté, Bob réalise qu'il peut apprendre des choses utiles des compétences en clientèle de Linda. |    |                                                                                                |                  |                           |                                   |               |           |
| 122 | 15 | (Coup de)foudre d’éloquence Ain't Miss Debatin                                                 | Mauricio Pardo   | Greg Thompson             | 26 mars 2017 6 février 2019       | 6ASA20        | 1,86      |
| Tina est recrutée par l'équipe gérant les débats et rencontre un franc succès. Pendant ce temps, Louise et Gene tâchent de convaincre leurs parents de les aider à financer un film en stop-motion, ayant pour thème un sujet étonnant... |    |                                                                                                |                  |                           |                                   |               |           |
| 123 | 16 | Plein comme un œuf Eggs for Days                                                               | Brian Loschiavo  | Lizzie et Wendy Molyneux  | 2 avril 2017 6 février 2019       | 6ASA21        | 1,52      |
| L'annuelle chasse aux œufs de Pâques dévoile le côté compétiteur de Bob et Linda, mais cette fois, le jeu tourne au vinaigre. Les Belchers cachent un peu trop bien les œufs, et la famille entière se retrouve à devoir chercher l'oeuf restant, menaçant de pourrir dans sa cachette. |    |                                                                                                |                  |                           |                                   |               |           |
| 124 | 17 | La Folie de GN Zero Larp Thirty                                                                | Tyree Dillihay   | Rich Rinaldi              | 23 avril 2017 7 février 2019      | 7ASA01        | 1,58      |
| Linda gagne un concours l'amenant à passer un week-end sur le lieu de tournage de son émission télé préférée, mais les choses ne se passent pas comme prévu. Teddy se retrouve coincé du dos au sol, alors qu'il garde les enfants. |    |                                                                                                |                  |                           |                                   |               |           |
| 125 | 18 | Le roc qui a sauvé le rock and roll The Laser-inth                                             | Mauricio Pardo   | Scott Jacobson            | 23 avril 2017 7 février 2019      | 7ASA02        | 1,88      |
| Gene accompagne Bob au tout dernier show de laser rock 'n roll au planétarium, tandis que Linda et les filles sortent diner dans un restaurant un peu farfelu. |    |                                                                                                |                  |                           |                                   |               |           |
| 12 | 19 | Thelma et Louise sauf que Thelma est Linda Thelma & Louise Except Thelma is Linda              | Brian Loschiavo  | Jon Schroeder             | 30 avril 2017 8 février 2019      | 7ASA03        | 1,59      |
| Quand Louise a des problèmes à l'école, Linda hésite entre respecter le règlement de Wagstaff et appliquer son propre code moral. Bob, de son côté, se retrouve seul quand Teddy part aider des cyclistes... |    |                                                                                                |                  |                           |                                   |               |           |
| 127 | 20 | Maman, mensonges et vidéo Mom, Lies, and Videotapes                                            | Chris Song       | Dan Fybel                 | 7 mai 2017 8 février 2019         | 7ASA04        | 2,02      |
| Comme Linda ne peut assister à la fête des Mères organisée à l'école, ses enfants décident de se filmer pour lui offrir un souvenir de l'événement. |    |                                                                                                |                  |                           |                                   |               |           |
| 128 | 21 | Les Festivaliers du char perdu Paraders of the Lost Float                                      | Bernard Derriman | Steven Davis              | 21 mai 2017 11 février 2019       | 7ASA05        | 1,61      |
| Lorsque les prévisions annoncent de la pluie le jour du défilé «Wagstaff à la plage», Teddy convainc Bob de participer au course de chars avec la promesse d’une victoire facile. Alors que le défilé tourne mal, Bob se rend compte qu'il va peut être devoir faire des sacrifices. |    |                                                                                                |                  |                           |                                   |               |           |
| 129 | 22 | La grande aventure de Bob Into the Mild                                                        | Tyree Dillihay   | Kelvin Yu                 | 11 juin 2017 11 février 2019      | 7ASA06        | 1,52      |
| Bob, qui rêve de vivre au grand air, se retrouve enfermé dans un magasin d'articles de camping en compagnie de son propriétaire, Austin. Pendant ce temps, Linda et les enfants assistent à une répétition du spectacle de Gayle... |    |                                                                                                |                  |                           |                                   |               |           |